# 原田肇
原田 肇（はらだ はじめ、1956年 - ）は、日本の実業家、損保ジャパン日本興亜ひまわり生命保険株式会社（現・SOMPOひまわり生命）元代表取締役、そんぽ24損害保険株式会社元代表取締役社長、損害保険ジャパン株式会社元常務執行役

## 人物・経歴
1956年、東京都生まれ。1979年3月、立教大学経済学部卒業。同年4月、日本火災海上保険入社。
日本興亜損害保険静岡支店長、同社本店営業第一部長、同社執行役員、同社常務執行役員東北本部長などを歴任。
2014年4月、そんぽ24損害保険株式会社代表取締役社長に就任。
損保ジャパン日本興亜ひまわり生命保険株式会社（現・SOMPOひまわり生命）代表取締役も務めた。